# Nico O'Reilly
Nico O'Reilly (Manchester, 21 marzo 2005) è un calciatore inglese, difensore o centrocampista del Manchester City.

## Caratteristiche tecniche
Calciatore polivalente, agisce prevalentemente da centrocampista offensivo sul lato sinistro del campo, ma può essere impiegato anche come mediano o terzino sinistro.

## Carriera

### Club
Cresciuto nel settore giovanile del Manchester City, il 7 luglio 2022 ha firmato il suo primo contratto professionistico con i Citizens; successivamente, ha esordito in prima squadra il 10 agosto 2024 scendendo in campo da titolare nel Community Shield vinta ai rigori contro i rivali cittadini del Manchester Utd; nel prosieguo della stagione ha poi esordito anche nelle competizioni UEFA per club (giocando una partita in Champions League). L'11 gennaio 2025 ha segnato il suo primo gol in carriera in competizioni professionistiche nella partita di FA Cup vinta 8-0 contro il Salford City ed otto giorni dopo ha debuttato in Premier League contro l'Ipswich Town. Il 1º marzo seguente ha realizzato una doppietta in FA Cup rivelatasi decisiva ai fini del passaggio del turno contro il Plymouth.

### Nazionale
Ha giocato nelle nazionali giovanili inglesi Under-16, Under-17, Under-18 ed Under-20.

## Statistiche

### Presenze e reti nei club
Statistiche aggiornate al 5 aprile 2025.
| Stagione        | Squadra         | Campionato      | Campionato | Campionato | Coppe nazionali | Coppe nazionali | Coppe nazionali | Coppe continentali | Coppe continentali | Coppe continentali | Altre coppe | Altre coppe | Altre coppe | Totale | Totale | Totale |
| Stagione        | Squadra         | Comp            | Pres       | Reti       | Comp            | Pres            | Reti            | Comp               | Pres               | Reti               | Comp        | Pres        | Reti        | Pres   | Reti   |        |
| --------------- | --------------- | --------------- | ---------- | ---------- | --------------- | --------------- | --------------- | ------------------ | ------------------ | ------------------ | ----------- | ----------- | ----------- | ------ | ------ | ------ |
| 2024-2025       | Manchester City | PL              | 6          | 2          | FACup+CdL       | 4+2             | 3+0             | UCL                | 1                  | 0                  | CS          | 1           | 0           | 14     | 5      |        |
| Totale carriera | Totale carriera | Totale carriera | 6          | 2          |                 | 6               | 3               |                    | 1                  | 0                  |             | 1           | 0           | 14     | 5      |        |

## Palmarès

### Club

#### Competizioni nazionali
- Community Shield: 1

Manchester City: 2024